# Домашний чемпионат Великобритании 1963/1964
Домашний чемпионат Великобритании 1963/64 (англ. 1963–64 British Home Championship) — шестьдесят девятый розыгрыш Домашнего чемпионата, футбольного турнира с участием сборных четырёх стран Великобритании (Англии, Шотландии, Уэльса и Северной Ирландии). Сборные Англии, Шотландии и Северной Ирландии набравали равное количество очков и «разделили» победу в турнире между собой (дополнительные показатели типа разницы голов тогда ещё не использовались).
Турнир начался12 октября 1963 года двумя матчами: в Белфасте Северная Ирландия обыграла Шотландию со счётом 2:1, а в Кардиффе Англия на выезде разгромила Уэльс со счётом 4:0. 20 ноября Шотландия в Глазго обыграла Уэльс (2:1), а Англия в Лондоне разгромила Северную Ирландию со счётом 8:3 (Терри Пейн забил три гола, а Джимми Гривз — 4). Перед последним туром англичанам было достаточно сыграть вничью с шотландцами, чтобы гарантировать себе единоличную победу в турнире. Однако 11 апреля 1964 в Глазго Шотландия с минимальным счётом обыграла Англию, сравнявшись с ней по набранным очкам. 15 апреля Северная Ирландия на выезде обыграла Уэльс (3:2), сравнявшись по очкам с англичанами и шотландцами.

## Турнирная таблица
| Поз | Команда               | И | В | Н | П | МЗ | МП | РМ | О |
| --- | --------------------- | - | - | - | - | -- | -- | -- | - |
| 1   | Англия (Ч)            | 3 | 2 | 0 | 1 | 12 | 4  | +8 | 4 |
| 1   | Шотландия (Ч)         | 3 | 2 | 0 | 1 | 4  | 3  | +1 | 4 |
| 1   | Северная Ирландия (Ч) | 3 | 2 | 0 | 1 | 8  | 11 | −3 | 4 |
| 4   | Уэльс                 | 3 | 0 | 0 | 3 | 3  | 9  | −6 | 0 |

## Результаты матчей
| Северная Ирландия         | 2:1     | Шотландия     |
| ------------------------- | ------- | ------------- |
| - Бингем 26′ - Уилсон 63′ | (отчёт) | Сент-Джон 50′ |

| Уэльс | 0:4     | Англия                                   |
| ----- | ------- | ---------------------------------------- |
|       | (отчёт) | - Смит 5′ 68′ - Гривз 67′ - Чарльтон 86′ |

| Шотландия            | 2:1     | Уэльс     |
| -------------------- | ------- | --------- |
| - Уайт 44′ - Лоу 48′ | (отчёт) | Джонс 60′ |

| Англия                                               | 8:3     | Северная Ирландия              |
| ---------------------------------------------------- | ------- | ------------------------------ |
| - Пейн 2′ 38′ 61′ - Гривз 20′ 30′ 60′ 65′ - Смит 46′ | (отчёт) | - Кроссан 42′ - Уилсон 53′ 85′ |

| Шотландия  | 1:0                  | Англия |
| ---------- | -------------------- | ------ |
| Гилзин 72′ | (отчёт) (видеоотчёт) |        |

| Уэльс                     | 2:3     | Северная Ирландия                       |
| ------------------------- | ------- | --------------------------------------- |
| - Годфри 24′ - Дейвис 63′ | (отчёт) | - Маклохлин 8′ - Уилсон 37′ - Харви 45′ |

## Победители
| Победитель Домашнего чемпионата 1963/64 |
| Англия Сороковой титул                  |

| Победитель Домашнего чемпионата 1963/64 |
| Шотландия Тридцать пятый титул          |

| Победитель Домашнего чемпионата 1963/64 |
| Северная Ирландия Шестой титул          |

## Бомбардиры
- 5 голов
  -  Джимми Гривз

- 4 гола
  -  Сэмми Уилсон[англ.]

- 3 гола
  -  Терри Пейн
  -  Бобби Смит